# Zagora
Zagora (srbsky Загора) je malá vesnice a přímořské letovisko v Černé Hoře. Je součástí opčiny města Kotor, od něhož se nachází asi 20 km jihozápadně. V roce 2003 zde žilo celkem 48 obyvatel.
Sousedními letovisky jsou Glavatičići a Krimovica.